# والترنینبورگ
والترنینبورگ (به آلمانی: Walternienburg) یک منطقهٔ مسکونی در آلمان است که در تسبرست واقع شده‌است. والترنینبورگ  ۵۱۹ نفر جمعیت دارد.